# Scoliocentra infuscata
Scoliocentra infuscata är en tvåvingeart som först beskrevs av Gill 1962.  Scoliocentra infuscata ingår i släktet Scoliocentra och familjen myllflugor. Inga underarter finns listade i Catalogue of Life.